# 十福業事
十福業事（じゅうふくごうじ、巴: dasapuññakiriyavatthu）とは、上座部仏教（上座部大寺派）で説かれる善行の分類である。十善業事（じゅうぜんごうじ）とも和訳される。
大衆部および上座部無畏山寺派においては十二の福業事が説かれていたとされる。

## 項目
- 布施（dāna）- 分かち与えること。施しを行うこと。
- 戒（sīla）- 五戒に始まる様々な戒律を守ること。
- 修習（bhāvanā）- サマタ（止）やヴィパッサナー（観）を実践すること。止・観の二種の実践を基本的に修習と呼ぶ。しかし道徳に反しない世俗の知識を学ぶことや教えることも、ここに含まれる。[2]
- 尊敬、恭敬（apacāyana）- 目上の者や年長者を敬うこと。
- 作務（veyyāvacca）- 看病することや、他人の用事や仕事を無償で手伝ってあげること。
- 回向、所得の施（pattidāna）- 自分の成した善行為の功徳を他に振り向けること。
- 功徳の随喜、所得の随喜（pattānumodana）- 他人が廻向して自らにめぐってきた善行為に共感し喜ぶこと。
- 聞法（dhammassavana）- 法を聞くこと。道徳に反しない世俗の知識を聞くこともここに含まれる[3]
- 説法（dhammadesanā）- 法を説くこと。
- 見直業（diṭṭhijukamma）- 正しい見解（正見）を持つこと。善悪の行いに報いがあるとすることなど。

## 施・戒・修習の三種にまとめる分類
- 施所成 3 - （施）、回向、功徳の随喜
- 戒所成 3 - （戒）、尊敬、作務。尊敬と作務は「積極的に行うべき戒律」、すなわち作持戒(cāritta-sīla)として戒に分類する[3]
- 修習所成 4 - （修習）、聞法、説法、見直業